# Antonio Taffi
Antonio Taffi (Farnese, 11 dicembre 1897 – Roma, 6 gennaio 1970) è stato un arcivescovo cattolico italiano e nunzio apostolico a Cuba, in Nicaragua e in Honduras.

## Biografia
Nacque l'11 dicembre 1897 a Farnese, piccolo comune della provincia di Viterbo nella diocesi di Acquapendente.
Ordinato sacerdote il 19 febbraio 1921, intraprese la carriera diplomatica che lo portò a lavorare nelle rappresentanze pontificie in Costa Rica, Haiti, Repubblica Dominicana, Argentina, Bolivia, Panama, Nicaragua e Brasile.
Dal 1941 al 1946 fu incaricato d'affari ad interim delle Nunziature Apostoliche in Costa Rica, in Nicaragua e a Panama, nel periodo in cui il nunzio apostolico, designato dal 3 dicembre 1941, Luigi Centoz, arcivescovo titolare di Edessa di Osroene, a causa della seconda guerra mondiale non poté raggiungere le sedi cui era stato destinato.
Papa Pio XII lo nominò a nunzio apostolico a Cuba, il 14 maggio 1947, e contemporaneamente arcivescovo titolare di Sergiopoli.
Ricevette l'ordinazione episcopale l'8 giugno di quello stesso anno per l'imposizione delle mani del cardinale Benedetto Aloisi Masella, fino all'anno precedente nunzio apostolico in Brasile, coconsacranti i vescovi Giuseppe Pronti e Francesco Pieri, rispettivamente di Acquapendente e di Orvieto, ma originario quest'ultimo di Acquapendente.
Il 9 gennaio 1950 fu trasferito alle nunziature di Nicaragua e Honduras; rassegnò le sue dimissioni da questi uffici nel 1958 e venne nominato canonico della Patriarcale Basilica Liberiana di Santa Maria Maggiore in Roma.
Partecipò a tutte e quattro le sessioni del Concilio Vaticano II.
Morì all'età di 72 anni il 6 gennaio 1970 a Roma e, dopo le solenni esequie, nella Basilica Liberiana, presiedute dal cardinale arciprete Carlo Confalonieri, venne sepolto nella tomba di famiglia nel cimitero di Farnese.
Fu il consacrante principale dei vescovi Carlos Luis Geromini, ordinario di Santa Rosa de Copán in Honduras, l'8 giugno 1952, e Marco Antonio García y Suárez di Granada in Nicaragua, il 24 maggio 1953.

## Genealogia episcopale e successione apostolica
La genealogia episcopale è:
- Cardinale Scipione Rebiba
- Cardinale Giulio Antonio Santori
- Cardinale Girolamo Bernerio, O.P.
- Arcivescovo Galeazzo Sanvitale
- Cardinale Ludovico Ludovisi
- Cardinale Luigi Caetani
- Cardinale Ulderico Carpegna
- Cardinale Paluzzo Paluzzi Altieri degli Albertoni
- Papa Benedetto XIII
- Papa Benedetto XIV
- Papa Clemente XIII
- Cardinale Marcantonio Colonna
- Cardinale Giacinto Sigismondo Gerdil, B.
- Cardinale Giulio Maria della Somaglia
- Cardinale Carlo Odescalchi, S.I.
- Vescovo Eugène de Mazenod, O.M.I.
- Cardinale Joseph Hippolyte Guibert, O.M.I.
- Cardinale François-Marie-Benjamin Richard de la Vergne
- Cardinale Pietro Gasparri
- Cardinale Benedetto Aloisi Masella
- Arcivescovo Antonio Taffi

La successione apostolica è:
- Vescovo Carlos Luis Geromini (1952)
- Vescovo Marco Antonio García y Suárez (1953)

## Fonti
- GCatholic.org
- Dati riportati su Nunciatura Apostólica en Cuba
- Salvador Miranda:  Episcopologio de la Iglesia Católica en Cuba (1517-2011).
- Giuseppe De Marchi: Le Nunziature Apostoliche dal 1800 al 1956, Edizioni di Storia e Letteratura, Roma 1957